# Les Deux Brigadiers
Pour plus de détails, voir Fiche technique et Distribution.
Les Deux Brigadiers (I due marescialli) est un film italien réalisé par Sergio Corbucci, sorti en 1961.

## Synopsis
En Italie vers 1943, deux voitures entrent en collision lors de bombardements des forces e l'Axe et des alliés. L'un s'appelle Antonio Capurro, un voleur qui se déguise en prêtre et l'autre est Vittorio Cotone, un maréchal des carabiniers qui poursuivait Antonio. À la suite d'un malentendu, il est forcé de le lui donner la tenue de maréchal tandis que lui-même prend le costume de religieux. On apprend ensuite, qu'ils sont chacun persécutés tant par les nazis que les fascistes parce qu’ils cachent chacun un partisan, une fille juive et un soldat américain, qui planifie le débarquement allié.

## Fiche technique
Sauf indication contraire, les informations mentionnées dans cette section peuvent être confirmées par la base de données cinématographiques IMDb,  présente dans la section « Liens externes ».
- Titre français : Les Deux Brigadiers ou Les Deux Maréchaux des logis[1]
- Titre original : I due marescialli
- Réalisation : Sergio Corbucci
- Scénario : Sergio Corbucci, Bruno Corbucci, Sandro Continenza, Marcello Fondato, Giovanni Grimaldi, Ugo Guerra et Totò
- Photographie : Enzo Barboni
- Musique : Piero Piccioni
- Production : Gianni Buffardi
- Pays d'origine : Italie
- Format : Noir et blanc - 2,35:1 - Mono
- Genre : comédie
- Date de sortie :
  - Italie : 22 décembre 1961
  - France : 24 janvier 1964[1]

## Distribution
- Totò : Antonio Capurro
- Vittorio De Sica : maréchal Vittorio Cotone
- Gianni Agus : Podestà Pennica
- Arturo Bragaglia : Don Nicola
- Franco Giacobini : Basilio Meneghetti
- Inger Milton : Lia
- Elvy Lissiak : Vanda, la gérante du bordel
- Olimpia Cavalli : Immacolata di Rosa
- Mario Castellani : le voleur qui se confesse (non crédité)
- Roland Bartrop : le lieutenant SS Kessler